# Сарыкамыс (Мендыкаринский район)
Сарыкамыс (каз. Сарықамыс) — озеро в Мендыкаринском районе Костанайской области Казахстана. Находится в 16 км к юго-востоку от села Узунагаш.
По данным топографической съёмки 1958 года, площадь поверхности озера составляет 2,44 км². Наибольшая длина озера — 3 км, наибольшая ширина — 0,8 км. Длина береговой линии составляет 6,8 км, развитие береговой линии — 1,22. Озеро расположено на высоте 92,3 м над уровнем моря.